# Список млекопитающих Сардинии

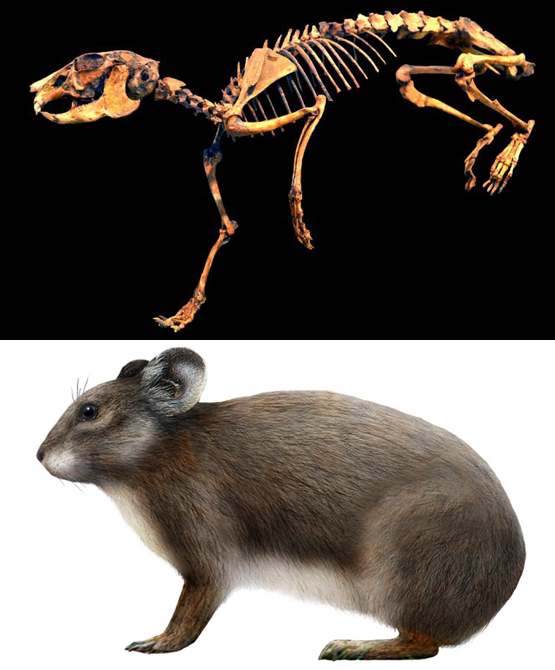
Сардинская пищуха, примитивное зайцеобразное родом из Сардинии, исчез в конце 18-го века.

Это список видов млекопитающих, зарегистрированных на Сардинии, Италия. На Сардинии насчитывается 58 видов млекопитающих, из которых 2 вида, находятся на грани исчезновения, 3 — под угрозой исчезновения, 8 видов являются уязвимыми и 6 видов близких к уязвимому положению. 5 из видов, перечисленных для Сардинии, считаются вымершими.
Следующие теги используются для выделения статуса сохранения каждого вида по оценке МСОП:
- — вымершие в дикой природе виды
- — исчезнувшие в дикой природе, представители которых сохранились только в неволе
- — виды на грани исчезновения (в критическом состоянии)
- — виды под угрозой исчезновения
- — уязвимые виды
- — виды, близкие к уязвимому положению
- — виды под наименьшей угрозой
- — виды, для оценки угрозы которым не хватает данных

## Подкласс:Звери

### Инфракласс:Eutheria

#### Отряд:Грызуны
- Подотряд: Белкообразные
  - Семейство: Соневые
    - Подсемейство: Myoxinae
      - Род: Сони-полчки
        - Соня-полчок, Glis glis LC

    - Подсемейство: Leithiinae
      - Род: Садовые сони

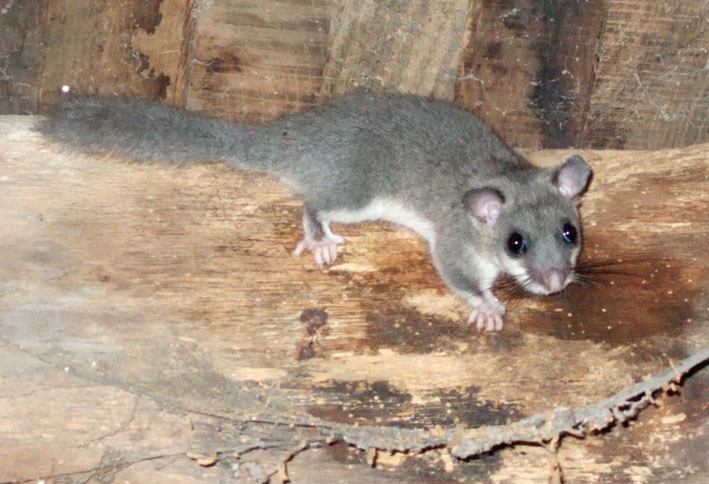
Соня-полчок

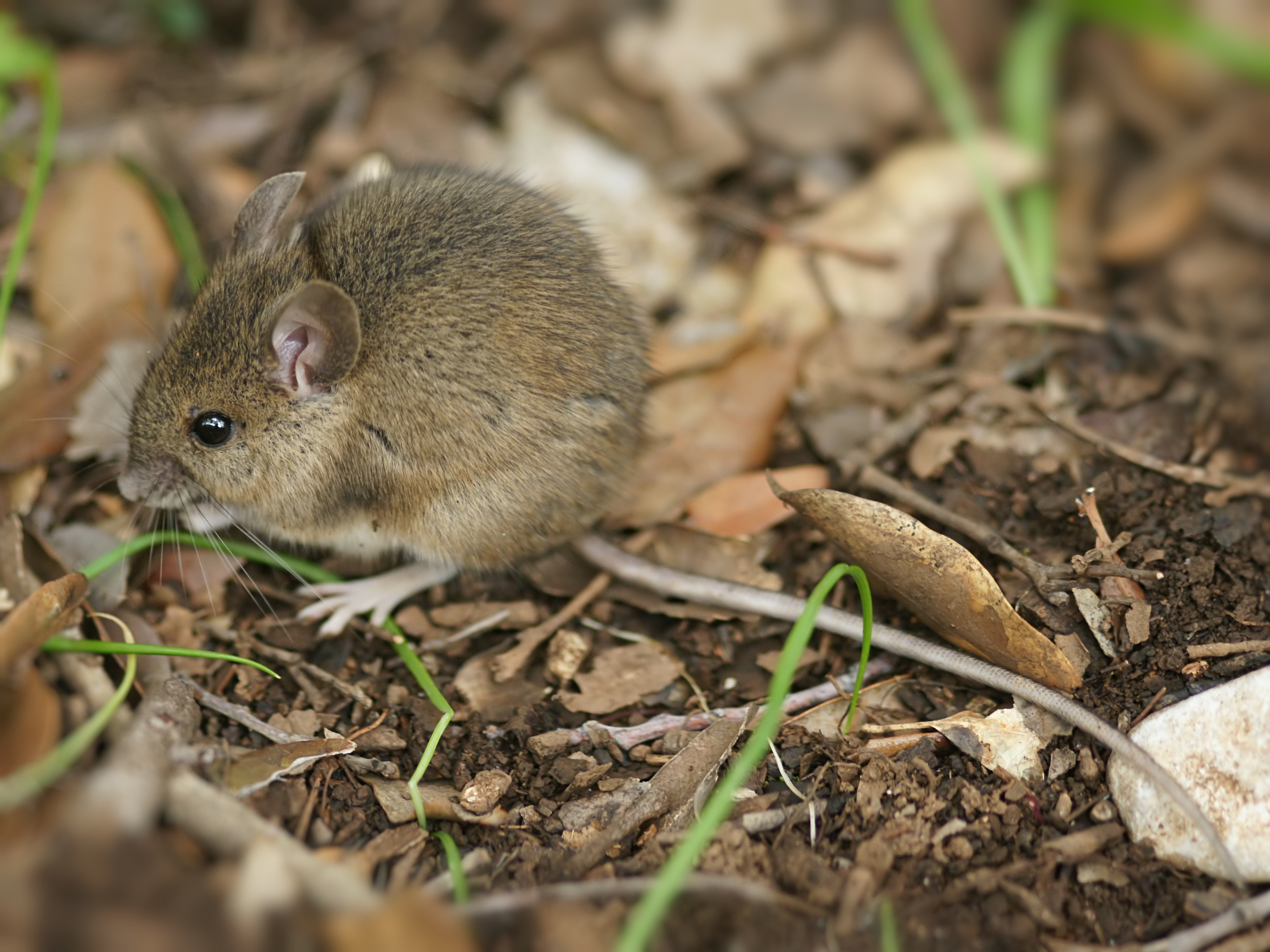
Европейская мышь

        - Садовая соня, Eliomys quercinus LC
- Подотряд: Мышеобразные
  - Семейство: Хомяковые
    - Подсемейство: Хомяки
      - † Род: Tyrrhenicola
        - † Tyrrhenicola henseli EX

  - Семейство: Мышиные
    - Подсемейство: Мышиные
      - Род: Лесные и полевые мыши
        - Европейская мышь, Apodemus sylvaticus LC

      - Род: Домовые мыши
        - Домовая мышь, Mus musculus LC

      - Род: Крысы
        - Серая крыса, Rattus norvegicus LC интродуцирована
        - Чёрная крыса, Rattus rattus LC интродуцирована

#### Отряд:Зайцеобразные
- Семейство: Зайцевые
  - Род: Кролики

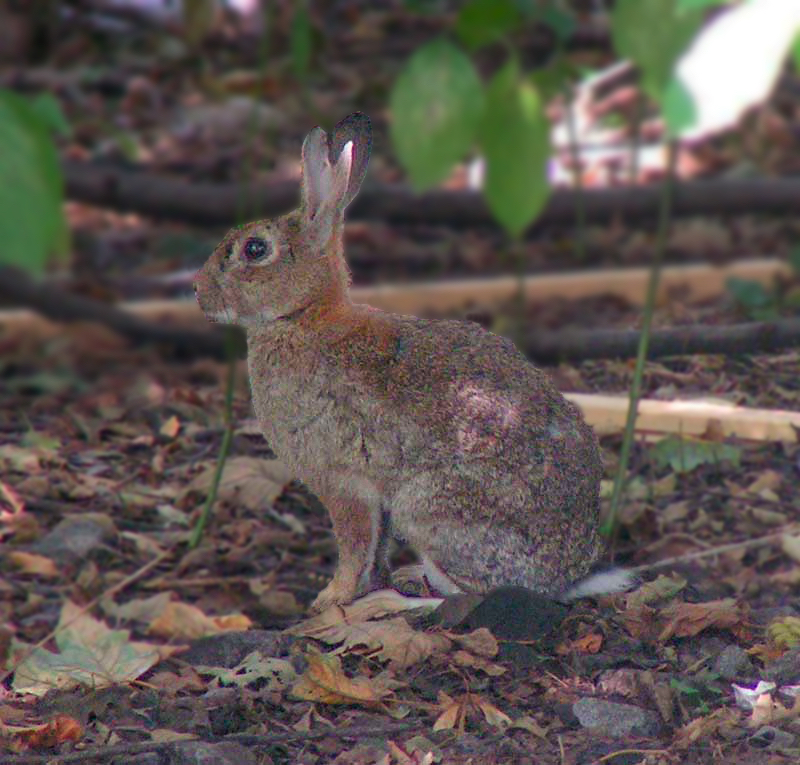
Дикий кролик

    - Дикий кролик, Oryctolagus cuniculus NT интродуцирована

  - Род: Зайцы
    - Капский заяц, Lepus capensis LC
- Семейство: Пищуховые
  - † Род: Prolagus
    - † Сардинская пищуха, Prolagus sardus EX

#### Отряд:Насекомоядные
- Подотряд: Ежеобразные
  - Семейство: Ежовые
    - Подсемейство: Настоящие ежи
      - Род: Евразийские ежи

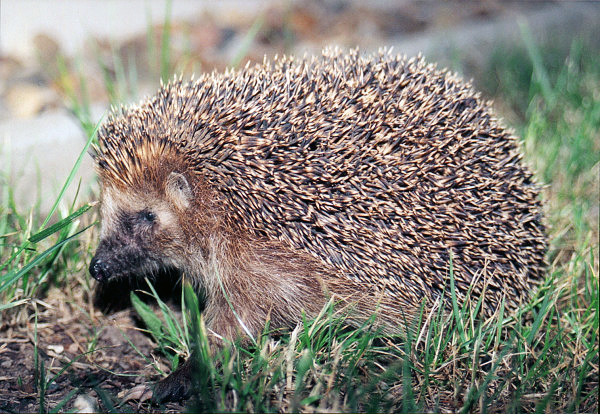
Обыкновенный ёж

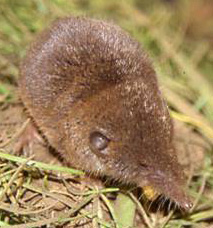
Североафриканская белозубка

        - Обыкновенный ёж, Erinaceus europaeus LC
- Подотряд: Землеройкообразные
  - Семейство: Землеройковые
    - Подсемейство: Белозубочьи
      - Род: Белозубки
        - Crocidura ichnusae DD

      - Род: Многозубки
        - Карликовая многозубка, Suncus etruscus LC

    - Подсемейство: Бурозубки
      - † Род: Nesiotites
        - † Nesiotites similis EX

#### Отряд:Рукокрылые
- Семейство: Гладконосые летучие мыши
  - Подсемейство: Miniopterinae
    - Род: Длиннокрылы
      - Обыкновенный длиннокрыл, Miniopterus schreibersii NT
- Семейство: Бульдоговые летучие мыши
  - Подсемейство: Molossinae
    - Род: Складчатогубы
      - Широкоухий складчатогуб, Tadarida teniotis LC
- Семейство: Подковоносые
  - Подсемейство: Rhinolophinae
    - Род: Подковоносы
      - Южный подковонос, Rhinolophus euryale VU
      - Большой подковонос, Rhinolophus ferrumequinum NT
      - Малый подковонос, Rhinolophus hipposideros NT
      - Подковонос Мегели, Rhinolophus mehelyi VU
- Семейство: Гладконосые летучие мыши 
  - Подсемейство: Myotinae
    - Род: Ночницы
      - Итальянская ночница, Myotis capaccinii VU
      - Водяная ночница, Myotis daubentonii LC
      - Трёхцветная ночница, Myotis emarginatus LC
      - Myotis punicus NT

  - Подсемейство: Verpertilioninae
    - Род: Широкоушки
      - Европейская широкоушка, Barbastella barbastellus VU

    - Род: Кожановидные нетопыри
      - Кожановидный нетопырь, Hypsugo savii LC

    - Род: Ушаны
      - Бурый ушан, Plecotus auritus LC
      - Серый ушан, Plecotus austriacus LC
      - Plecotus sardus, Plecotus sardus VU

    - Род: Нетопыри
      - Средиземноморский нетопырь, Pipistrellus kuhlii LC
      - Лесной нетопырь, Pipistrellus nathusii LC
      - Нетопырь-карлик, Pipistrellus pipistrellus LC

#### Отряд:Хищные
- Подотряд: Кошкообразные
  - Семейство: Кошачьи
    - Род: Кошки
      - Степная кошка, Felis lybica LC

    - Род: Рыси

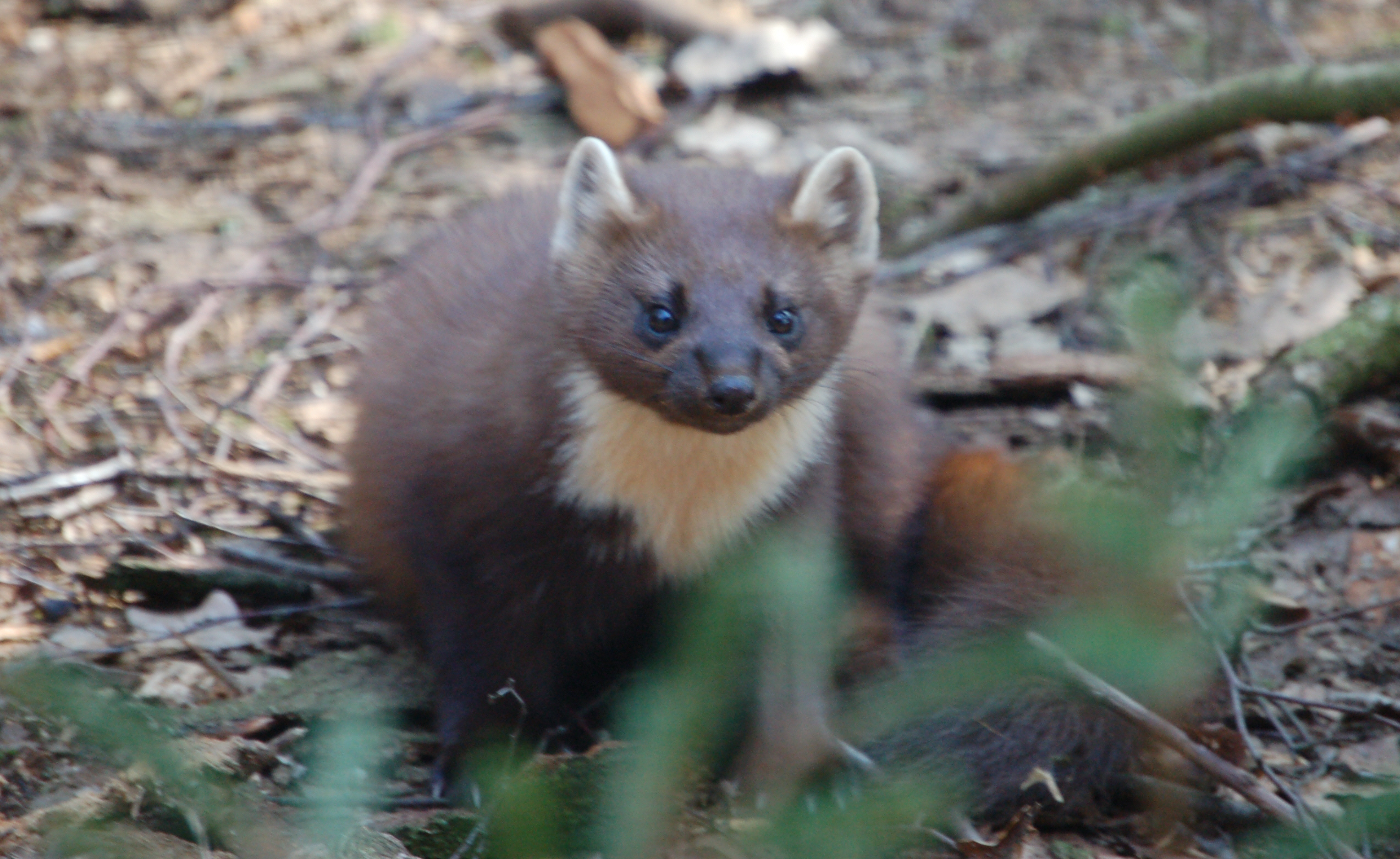
Лесная куница

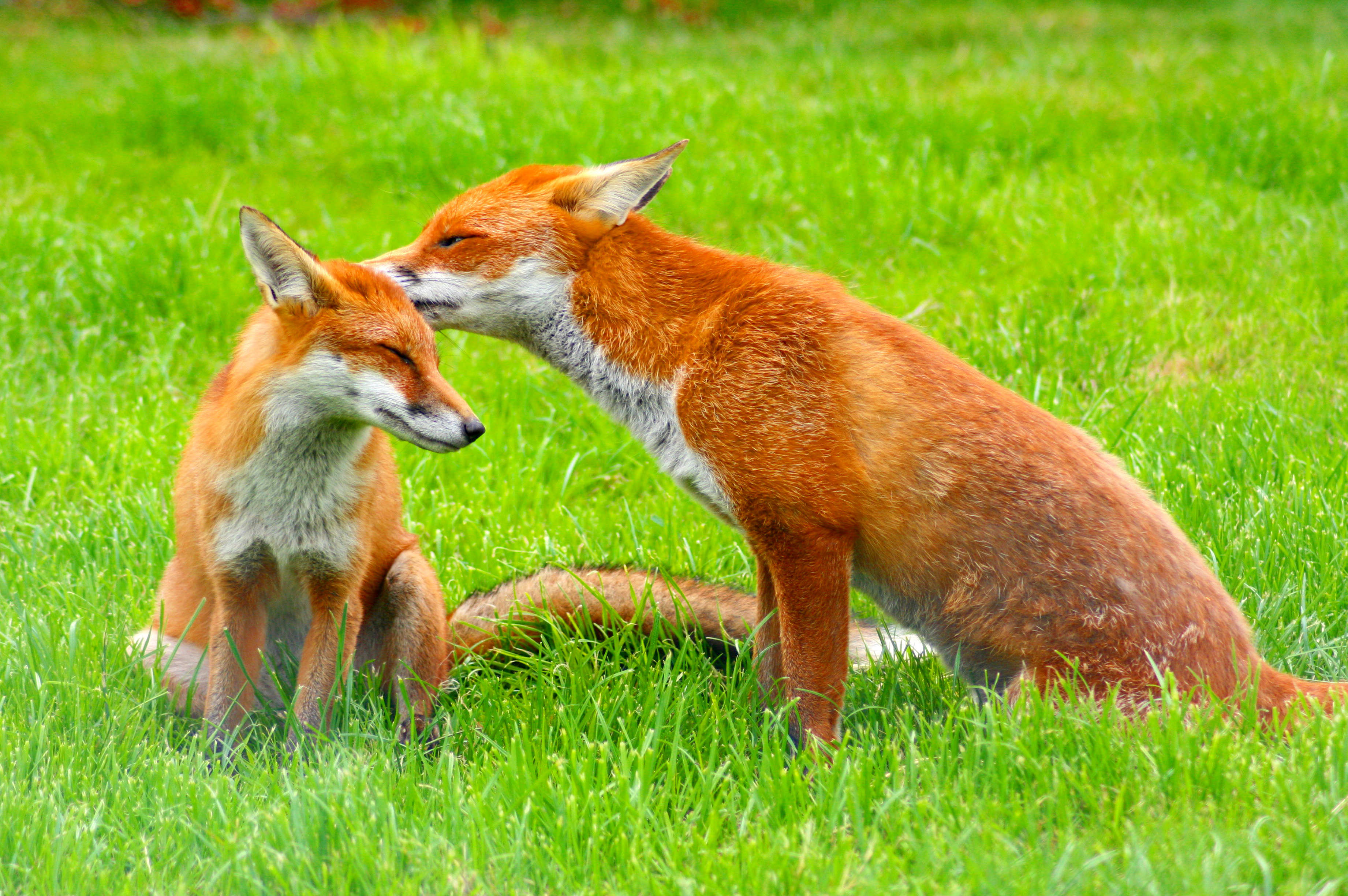
Рыжая лисица

      - Сардинская рысь, Lynx lynx sardiniae EX[2]
- Подотряд: Собакообразные
  - Семейство: Псовые
    - † Род: Сардинские дхоли
      - † Cynotherium sardous EX[3]

    - Род: Лисицы
      - Рыжая лисица, Vulpes vulpes LC

  - Семейство: Куньи
    - Род: Куницы
      - Лесная куница, Martes martes LC

    - Род: Хорьки
      - Обыкновенная ласка, Mustela nivalis LC

  - Семейство: Настоящие тюлени
    - Род: Тюлени-монахи
      - Тюлень-монах, Monachus monachus CR (возможно, когда-то вымерли на Сардинии и позже заселены в Национальном парке Дженнардженту)[4][5][6][7]

#### Отряд:Китопарнокопытные
- Подотряд: Свинообразные
  - Семейство: Свиньи
    - Подсемейство: Suinae
      - Род: Кабаны
        - Кабан, Sus scrofa LC
- Подотряд: Жвачные
  - Семейство: Полорогие
    - Подсемейство: Козлиные
      - Род: Бараны
        - Муфлон, Ovis orientalis EN

  - Семейство: Оленевые
    - Подсемейство: Настоящие олени
      - Род: Олени

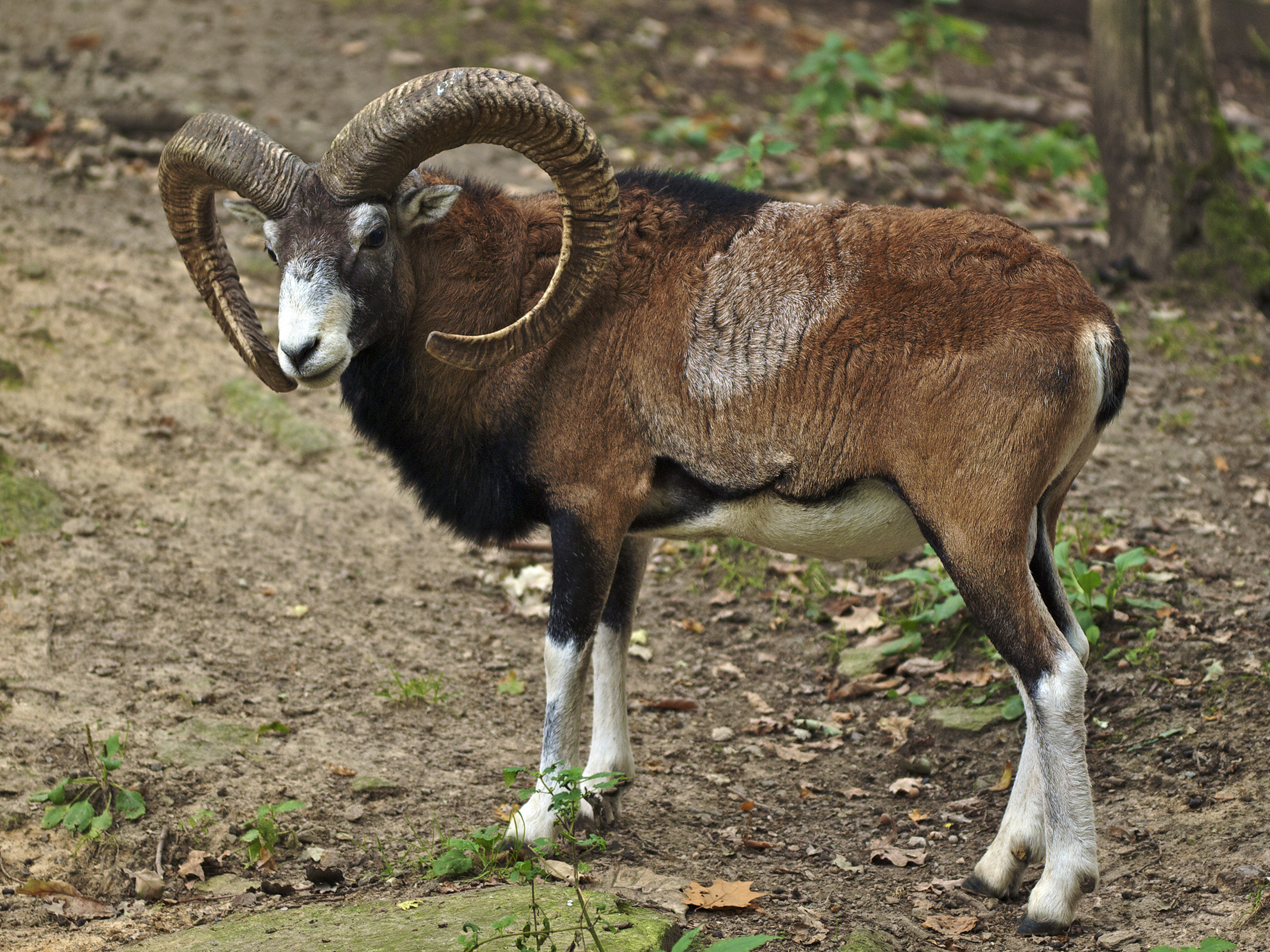
Муфлон

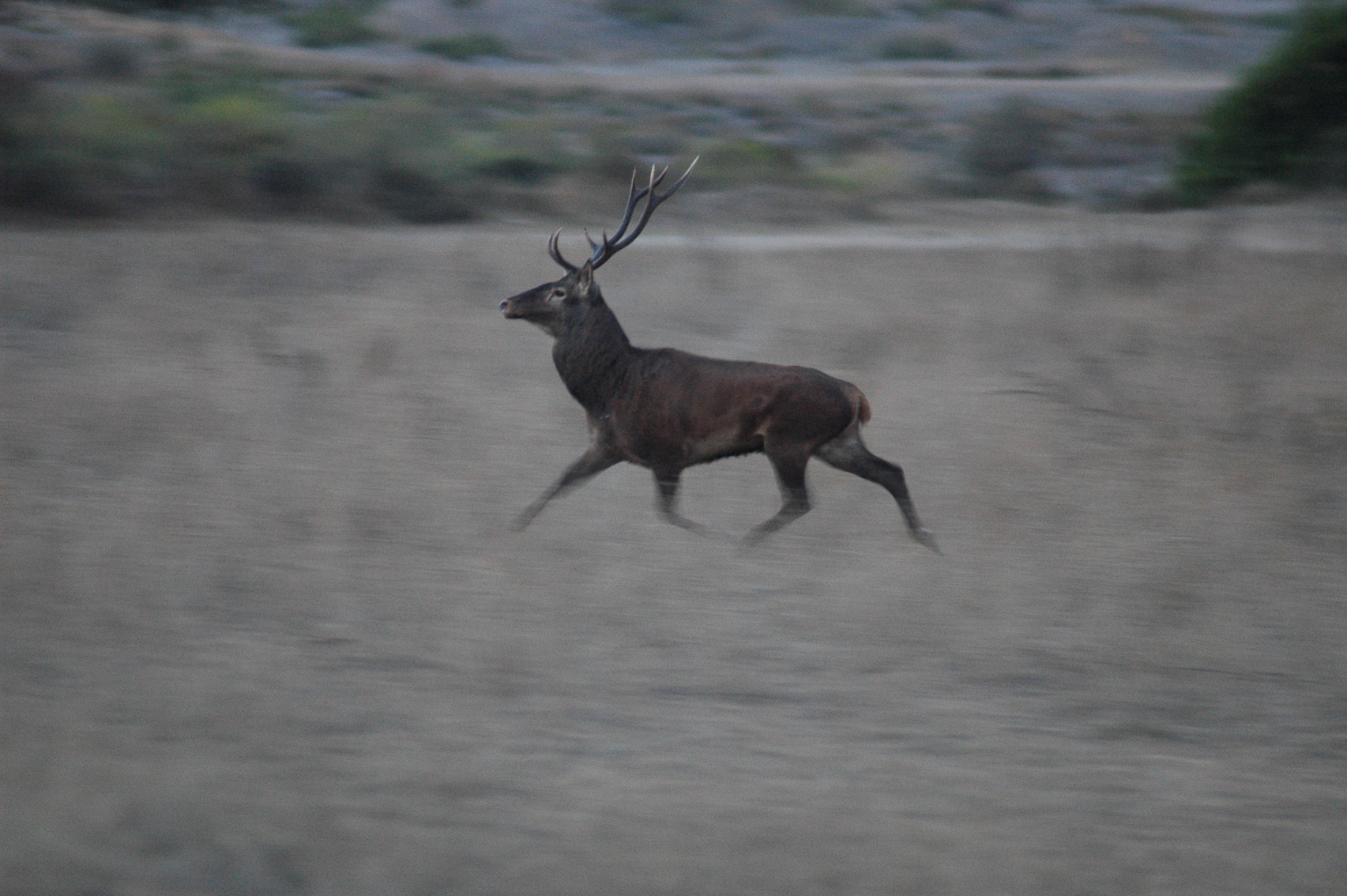
Сардинский олень

        - Благородный олень, Cervus elaphus corsicanus NT

      - Род: Лани
        - Лань, Dama dama LC интродуцирована
- Подотряд: Whippomorpha/Cetancodonta
  - Инфраотряд: Китообразные
    - Парвотряд: Усатые киты
      - Семейство: Полосатиковые
        - Подсемейство: Balaenopterinae
          - Род: Полосатики
            - Малый полосатик, Balaenoptera acutorostrata LC
            - Финвал, Balaenoptera physalus VU

        - Подсемейство: Megapterinae
          - Род: Горбатые киты
            - Горбатый кит, Megaptera novaeangliae LC[8]

      - Семейство: Гладкие киты
        - Род: Южные киты
          - Северный гладкий кит, Eubalaena glacialis CR (возможно)[9][10][11]

    - Парвотряд: Зубатые киты
      - Семейство: Дельфиновые
        - Род: Дельфины-белобочки
          - Белобочка, Delphinus delphis EN

        - Род: Афалины
          - Афалина, Tursiops truncatus VU

        - Род: Продельфины
          - Полосатый продельфин, Stenella coeruleoalba VU

        - Род: Крупнозубые дельфины
          - Крупнозубый дельфин Steno bredanensis LC

        - Род: Серые дельфины
          - Серый дельфин, Grampus griseus DD

        - Род: Гринды
          - Обыкновенная гринда, Globicephala melas DD

        - Род: Косатки
          - Косатка, Orcinus orca DD

      - Семейство: Кашалотовые
        - Род: Кашалоты
          - Кашалот, Physeter macrocephalus EN

      - Семейство: Клюворыловые
        - Род: Ремнезубы
          - Тупорылый ремнезуб, Mesoplodon densirostris DD
          - Атлантический ремнезуб, Mesoplodon bidens DD[12]

        - Род: Клюворылы
          - Клюворыл, Ziphius cavirostris DD